# Элдер, Джудиэнн
Джу́дит Энн «Джу́диэнн» Э́лдер (англ. Judith Ann «Judyann» Elder), в девичестве — Джо́нсон (англ. Johnson; 18 августа 1948, Кливленд, Огайо, США) — американская актриса

, кинорежиссёр

, кинопродюсер и сценаристка.

## Биография и карьера

### Ранние годы
Джудит Энн Джонсон, позже после замужества Джудиэнн Элдер, родилась 18 августа 1948 года в Кливленде (штат Огайо, США) в семье доктора философии Эдварда Т. Джонсона и его жены Камилль Джонсон (в девичестве Расселл).
Элдер посещал среднюю школу Шейкер Хайтс и окончила Колледж Эмерсон в Бостоне в качестве первого лауреата премии Кэрол Бернетт в области исполнительских искусствах.

### Карьера
Элдер наиболее известна своими ролями на телевидении, в первую очередь, по роли Надин Уотерс, матери Джины (сыгранной Тишей Кэмпбелл), в ситкоме FOX «Мартин».
Элдер также сыграла Харриет Уинслоу в телесериале ABC «Дела семейные» в середине последнего сезона в 1997 году после ухода Джо Мари Пэйтон.
До своей телевизионной карьеры, Элдер была ветераном сцены и экрана, появившись во множестве театральных постановок по всей территории Соединённых Штатов и Европы.

### Личная жизнь
В 1969—1994 годы Джудиэнн была замужем за актёром и драматургом Лонном Элдером-третьим (1927—1996), от которого у неё есть двое детей — актёр Кристиан Эдвард Элдер (род. 07.09.1970) и дочь Лонни Кристин Элдер.
С 1997 года Элдер замужем во второй раз за актёром Джоном Котрэном.
Элдер перенесла рак молочной железы и является бывшим законодательным послом Американского онкологического общества.

## Избранная фильмография
| Год  |   | Русское название                   | Оригинальное название          | Роль              |
| ---- | - | ---------------------------------- | ------------------------------ | ----------------- |
| 1973 | с | Улицы Сан-Франциско                | The Streets of San Francisco   | Ви Хоскинс        |
| 1985 | с | Сент-Элсвер                        | St. Elsewhere                  | Элоди Хабер       |
| 1986 | с | Молодые и дерзкие                  | The Young and the Restless     | Карен Олсен       |
| 1989 | с | Сослан на планету Земля            | Hard Time on Planet Earth      | Миссис Тиллман    |
| 1990 | с | Звёздный путь: Следующее поколение | Star Trek: The Next Generation | Лейтенант Баллард |
| 2007 | с | Отчаянные домохозяйки              | Desperate Housewives           | доктор Броуди     |
| 2008 | ф | Семь жизней                        | Seven Pounds                   | Холли             |